# Madagascar francés
El Madagascar francés o colonia de Madagascar y dependencias (en francés: colonie de Madagascar et dépendances) fue una antigua colonia y luego territorio de ultramar francés ubicado en el sureste de África entre 1897 y 1958.

## Historia

### Antecedentes y protectorado francés
El (Reino Unido) había sido un aliado de Madagascar. En mayo de 1862, John Russell, el secretario de relaciones exteriores de Gran Bretaña instruyó a Connolly Pakenham que Radama II debería mantener al país alejado de las potencias extranjeras. En 1882, los franceses comenzaron a ocupar gran parte de los territorios del norte y oeste de Madagascar. En 1883, las Guerras franco-hova comenzaron entre Francia y el Reino de Imerina, pero el resultado no fue concluyente. El gobierno británico actuó de manera restrictiva sobre el deseo de Francia de adueñarse de la isla. El 17 de diciembre de 1885, la reina Ranavalona III firmó el tratado en el que Madagascar se convirtió en un protectorado francés, aunque esto fue disputado por Madagascar, además de tomar un préstamo de 10 millones de francos. En 1888, la reina recibió la Gran Cruz de la Legión de Honor. La reina fue obligada a regañadientes sobre evitar que su país cayera en manos de Francia. La reina trató de detener la incursión francesa, sin embargo, esto resultó inútil y en septiembre de 1895, la reina se vio obligada a entregar la capital de Madagascar, Tananarive, a los franceses.
Según la perspectiva de la reina, se suponía que el tratado preservaría su corona y la monarquía en Madagascar, sin embargo, el anhelo de Francia por expandir su imperio colonial en África, el tratado resultó ser nada más que una artimaña. La reina Ranavalona fue destituida del poder y exiliada a la isla francesa de Reunión durante dos años, seguida de Argel después. Después de su exilio, Madagascar se convirtió formalmente en una colonia francesa.

### Madagascar como colonia francesa
La pacificación liderada por la administración francesa duró unos quince años, en respuesta a las guerrillas rurales dispersas por todo el país. En total, los conflictos entre las autoridades francesas y las guerrillas malgaches mataron a más de 100.000 malgaches.
Los franceses abolieron la esclavitud en 1896 después de tomar el control de Madagascar. Más de 500.000 esclavos fueron liberados tras la abolición. Muchos antiguos esclavos permanecerían en las casas de sus antiguos amos como sirvientes.
El sentimiento nacionalista contra el dominio colonial francés surgió entre un grupo de intelectuales de etnia merina. El grupo, con sede en Antananarivo, fue dirigido por un clérigo protestante malgache, el pastor Ravelojoana, que fue especialmente inspirado por el modelo japonés de la modernización. Una sociedad secreta dedicada a la afirmación de la identidad cultural malgache se formó en 1913, que se autodenominaba Ramificación de Piedra (Vy Vato Sakelika, VVS). Aunque la VVS fue brutalmente suprimida, sus acciones finalmente llevaron a las autoridades francesas a proporcionarles a los malgaches su primera voz representativa en el gobierno.
Los veteranos malgaches que prestaron su servicio militar en Francia durante la Primera Guerra Mundial impulsaron el movimiento nacionalista embrionario. A lo largo de la década de 1920, los nacionalistas hicieron hincapié en la reforma laboral y la igualdad del estado civil y político para los malgaches, sin llegar a abogar por la independencia. Por ejemplo, la Liga Francesa de Madagascar bajo el liderazgo de Anatole France exigió la ciudadanía francesa para todos los malgaches en reconocimiento a la contribución de guerra de su país con soldados y recursos. Un número de veteranos que se quedaron en Francia fueron expuestos al pensamiento político francés, más notablemente las plataformas anticolonialistas e independentistas de los partidos socialistas. Jean Ralaimongo, por ejemplo, regresó a Madagascar en 1924 y se vio envuelto en cuestiones laborales que estaban causando una considerable tensión en toda la isla.
Entre las primeras concesiones a la igualdad de Madagascar fue la formación en 1924 de dos delegaciones económicas y financieras. Uno estaba compuesto por colonos franceses, y el otro de veinticuatro representantes malgaches elegidos por el Consejo de Notables en cada una de las veinticuatro distritos. Las dos secciones nunca se reunieron, y ninguno tenía autoridad real para tomar decisiones. Se otorgaron enormes concesiones mineras y forestales a grandes empresas. A los líderes indígenas leales a la administración francesa también se les concedió parte de la tierra. Se introdujo el trabajo forzoso a favor de las empresas francesas.
La década de 1930 vio ganar impulso al movimiento anticolonial malgache. El sindicalismo malgache comenzó a aparecer en la clandestinidad y se formó el Partido Comunista de la Región de Madagascar. Pero ya en 1939, todas las organizaciones fueron disueltas por la administración de la colonia, que optó por el régimen de Vichy.
Solo después de la Segunda Guerra Mundial ya Francia estaba dispuesta a aceptar una forma de autogobierno malgache bajo la tutela francesa. En el otoño de 1945, los colegios electorales franceses y malgaches independientes votaron para elegir a los representantes de Madagascar a la Asamblea Constituyente de la Cuarta República en París. Los dos delegados elegidos por los malgaches, Joseph Raseta y José Ravoahangy, hicieron campaña para poner en práctica el ideal de la libre determinación de los pueblos afirmados por la Carta del Atlántico de 1941 y por la Conferencia de Brazzaville de 1944.
Raseta y Ravoahangy, junto con Jacques Rabemananjara, un escritor de larga residencia en París, organizaron el Movimiento Democrático de la Restauración Malgache (MDRM), el principal entre varios partidos políticos formados en Madagascar a principios de 1946. Aunque los protestantes Merina estuvieron bien representadas en los niveles superiores de MDRM, 300.000 miembros del partido fueron expulsados, repercusiones que llegaron a través de toda la isla y alentaron divisiones étnicas y sociales. Varios rivales del MDRM más pequeños incluyen el Partido de los Malgaches Desheredados (Parti des Déshérités Malgaches), cuyos miembros eran principalmente Côtiers o descendientes de los esclavos de la sierra central.
La Constitución de 1946 de la Cuarta República Francesa hizo de Madagascar un territoire d'outre-mer (territorio de ultramar) dentro de la Unión Francesa. Se concedió la plena ciudadanía a todos los malgaches paralelamente con los que gozaban los ciudadanos de Francia. Pero la política asimilacionista inherente a su marco era incongruente con el objetivo MDRM de plena independencia de Madagascar, por lo Ravoahangy y Raseta se abstuvieron de votar. Los dos delegados también se opusieron a los colegios electorales franceses y malgaches separadas, a pesar de que Madagascar fue representado en la Asamblea Nacional francesa. La Constitución dividió administrativamente a Madagascar en varias provincias, cada una de las cuales iba a tener una asamblea provincial elegida localmente. No mucho tiempo después, se constituyó una Asamblea Nacional Representanteen Antananarivo. En las primeras elecciones para las asambleas provinciales, el MDRM ganó todos los asientos o la mayoría de escaños, excepto en la provincia de Mahajanga.
A pesar de estas reformas, la escena política en Madagascar se mantuvo inestable. Las preocupaciones económicas y sociales, entre ellos la escasez de alimentos, los escándalos en el mercado negro, de alistamiento laboral, nuevas tensiones étnicas, y el regreso de los soldados de Francia, tensaron una situación ya volátil. Muchos de los veteranos se sentían no tan bien tratados por Francia que los veteranos de la Francia metropolitana; otros habían sido radicalizado políticamente por sus experiencias durante la guerra. La mezcla de miedo, respeto, y la emulación en las cuales se basaban las relaciones franco-malgaches parecían llegar a su fin.

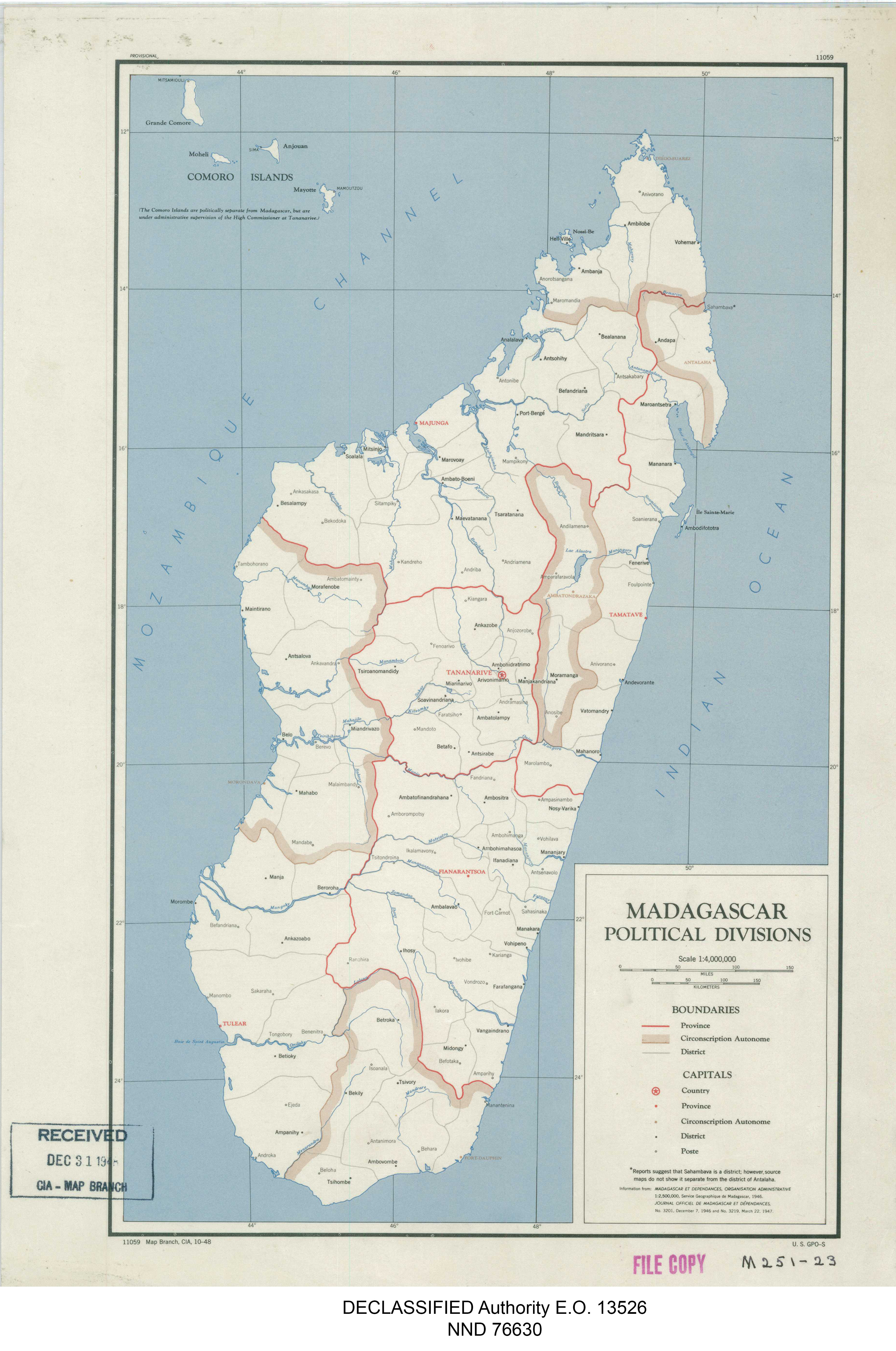
Divisiones políticas de la Madagascar francesa, 1948.

El 29 de marzo de 1947, los nacionalistas malgaches se rebelaron contra los franceses. Aunque el levantamiento se extendió más de un tercio de la isla, los franceses fueron capaces de restaurar el orden después de que llegaran los refuerzos de Francia. Las bajas entre los malgaches fueron estimados en el rango de 11.000 a 80.000. El grupo de líderes responsables de la sublevación, que llegó a ser conocida como la Rebelión de 1947, nunca se ha identificado de manera concluyente. Aunque el liderazgo del MDRM mantuvieron constantemente su inocencia, el gobierno francés prohibió las fiestas. Tribunales militares franceses enjuiciaron a los jefes militares de la rebelión y ejecutaron a veinte de ellos. Otros juicios produjeron, por un informe, entre 5.000 y 6.000 condenas y sanciones fueron desde la breve encarcelamiento hasta la muerte. Según una fuente, 90.000 malgaches murieron durante el levantamiento, que fue reprimido brutalmente por el régimen colonial francés.
En 1956 el gobierno socialista de Francia renovó el compromiso francés a una mayor autonomía en Madagascar y otras posesiones coloniales mediante la promulgación de la loi-cadre (ley permisiva). La loi-cadre proporcionado por el sufragio universal y fue la base para un gobierno parlamentario en cada colonia. En el caso de Madagascar, la ley estableció consejos ejecutivos para funcionar junto con las asambleas provinciales y nacionales, y se disolvieron los colegios electorales separados para los grupos franceses y malgaches. La provisión por sufragio universal tuvo implicaciones significativas en Madagascar a causa de la división etnopolítico básica entre los Merina y los Côtiers, reforzadas por las divisiones entre protestantes y católicos. Las fuerzas armadas superiores y las ventajas educativas y culturales habían dado a los Merina una influencia dominante en el proceso político durante gran parte de la historia del país. Los Merina fueron fuertemente representada en el componente de Madagascar de la pequeña élite a la que el sufragio se había limitado en los primeros años de dominio francés. Ahora los Côtiers, que superaban en número a la Merina, eran la mayoría.
El final de la década de 1950 se caracterizó por una creciente debate sobre el futuro de la relación de Madagascar con Francia. Dos de los principales partidos políticos surgieron. El recién creado Partido Socialdemócrata de Madagascar (Parti Social Démocrate de Madagascar - PSD) favoreció el autogobierno, manteniendo estrechos vínculos con Francia. El PSD fue dirigido por Philibert Tsiranana, un Tsimihety bien educada de la región costera del norte, que fue uno de los tres diputados malgaches elegidos en 1956 a la Asamblea Nacional en París. El PSD construida sobre la fortaleza política tradicional Tsiranana de Mahajanga en el noroeste de Madagascar y rápidamente amplió sus fuentes de apoyo mediante la absorción de la mayoría de los partidos más pequeños que habían sido organizadas por los Côtiers. En agudo contraste, los que abogan por una total independencia de Francia se reunieron bajo los auspicios del Partido del Congreso de la Independencia de Madagascar (Antokon'ny Kongresy Fanafahana an'i Madagasikara - AKFM). Principalmente basado en Antananarivo y Antsiranana, el apoyo del partido centrado entre los Merina, bajo la dirección de Richard Andriamanjato, él mismo un Merina y un miembro del clero protestante. Para consternación de los políticos franceses, la plataforma AKFM pidió la nacionalización de las industrias de propiedad extranjera, la colectivización de la tierra, el "Malagachization" de la sociedad lejos de los valores franceses y costumbres (más notablemente el uso de la lengua francesa), el no alineamiento internacional, y salida de la zona del franco.

## Configuración territorial

Madagascar y las Islas Dispersas.

|                   | Área (km²) | Entidad predecesora                                                 | Adherida                | Excluida             | Entidad sucesora                                      |
| Madagascar        | 587,040    | Protectorado de Madagascar                                          | 28 de febrero de 1897   | 26 de junio de 1960  | República Malgache                                    |
| Mayotte           | 374        | Mayotte y dependencias                                              | 9 de abril de 1908      | 7 de octubre de 1946 | Territorio de las Comoras                             |
| Anjouan           | 424        | Protectorado de las Comoras                                         | 25 de julio de 1912     | 7 de octubre de 1946 | Territorio de las Comoras                             |
| Gran Comora       | 1,148      | Protectorado de las Comoras                                         | 25 de julio de 1912     | 7 de octubre de 1946 | Territorio de las Comoras                             |
| Mohéli            | 290        | Protectorado de las Comoras                                         | 25 de julio de 1912     | 7 de octubre de 1946 | Territorio de las Comoras                             |
| Banco de Géiser   | 175        | Administrado directamente por el Ministerio francés de las colonias | Octubre de 1897         | 1 de abril de 1960   | Administración subordinada a la Prefectura de Réunion |
| Bassas da India   | 0,2        | Administrado directamente por el Ministerio francés de las colonias | Octubre de 1897         | 1 de abril de 1960   | Administración subordinada a la Prefectura de Réunion |
| Isla Europa       | 30         | Administrado directamente por el Ministerio francés de las colonias | Octubre de 1897         | 1 de abril de 1960   | Administración subordinada a la Prefectura de Réunion |
| Islas Gloriosas   | 7          | Administrado directamente por el Ministerio francés de las colonias | Octubre de 1897         | 1 de abril de 1960   | Administración subordinada a la Prefectura de Réunion |
| Isla Juan de Nova | 4,4        | Administrado directamente por el Ministerio francés de las colonias | Octubre de 1897         | 1 de abril de 1960   | Administración subordinada a la Prefectura de Réunion |
| Tierra Adelia     | 432,000    | Administrado directamente por el Ministerio francés de las colonias | 21 de noviembre de 1924 | 6 de agosto de 1955  | Tierras Australes y Antárticas Francesas              |
| Isla de Ámsterdam | 58         | Administrado directamente por el Ministerio francés de las colonias | 21 de noviembre de 1924 | 6 de agosto de 1955  | Tierras Australes y Antárticas Francesas              |
| Islas Crozet      | 352        | Administrado directamente por el Ministerio francés de las colonias | 21 de noviembre de 1924 | 6 de agosto de 1955  | Tierras Australes y Antárticas Francesas              |
| Kerguelen         | 7,215      | Administrado directamente por el Ministerio francés de las colonias | 21 de noviembre de 1924 | 6 de agosto de 1955  | Tierras Australes y Antárticas Francesas              |
| Isla de San Pablo | 8          | Administrado directamente por el Ministerio francés de las colonias | 21 de noviembre de 1924 | 6 de agosto de 1955  | Tierras Australes y Antárticas Francesas              |